# Туризм в Ямало-Ненецком автономном округе
Туризм в Ямало-Ненецком автономном округе — часть туризма в России на территории республики Ямало-Ненецкого автономного округа. Основные виды туризма — спортивный, экстремальный, охота и рыбалка, этнографический.
Государственное управление туризмом в округе осуществляет Департамент молодёжной политики и туризма Ямало-Ненецкого автономного округа. До 2005 управление туризмом находилось в ведении комитета по туризму, спорту и молодежи.

## История развития туризма в Ямало-Ненецком автономном округе
Старейший музей Ямало-Ненецком автономном округе был открыт в 1906 году настоятелем миссии братства Святого Гурия о. Иринархом. В настоящее время это Ямало-Ненецкий окружной музей им. И. С. Шемановского в г. Салехарде. В
1980-х годах сотрудники музея провели около 400 экскурсий по музею и Салехарду и приняли около 5 тысяч туристов из Советского Союза, а также иностранных гостей.
Активное развитие туризма в Ямало-Ненецком автономном округе началось в 1999 году, после 4 Всемирной конференции парламентариев стран Арктического региона. Далее началась активная деятельность по восстановлению и созданию инфраструктуры. В 2005 году по инициативе губернатора Юрия Неёлова было создано агентство по туризму Ямало-Ненецкого автономного округа.
В 2007 году Государственной Думой Ямало-Ненецкого автономного округа был принят Закон Ямало-Ненецкого автономного округа от 3 декабря 2007 года N 114-ЗАО «О туристской деятельности в Ямало-Ненецком автономном округе», в котором были обозначены главные принципы государственной политики Ямало-Ненецкого автономного округа в сфере туризма, выделены основные перспективные виды внутреннего, выездного и въездного туризма на территории округа, а также установлены формы государственной поддержки субъектов туристской индустрии и развития туризма в округе. Правительство Ямало-Ненецкого автономного округа в рамках программы «Сотрудничество» создано государственное предприятие, которое получило статус международного туроператора, далее это предприятие стало автономной некоммерческой организацией «Ямал-тур».
В 2011 году Постановлением Правительства Ямало-Ненецкого автономного округа от 23 декабря 2011 года № 1037-П «Об утверждении ведомственной целевой программы „Развитие внутреннего и въездного туризма в Ямало-Ненецком автономном округе на период 2012—2014 годов“» с целью развития внутреннего и въездного туризма в Ямало-Ненецком автономном округе, обеспечивающего потребности населения Ямало-Ненецкого автономного округа, российских и иностранных граждан в туристских услугах была утверждена соответствующая целевая программа.
В 2012 в Ямало-Ненецком автономном округе проводился конкурс на лучший туристский проект в области внутреннего и въездного туризма в рамках которого было предусмотрено 5 грантов для продвижения проектов в области гостиничного и ресторанного бизнеса, социального, этнографического и охотничье-рыболовного туризма.
В 2019 году туристический поток составил 172 тысячи человек и имеет тенденцию к ежегодному увеличению на 10 %

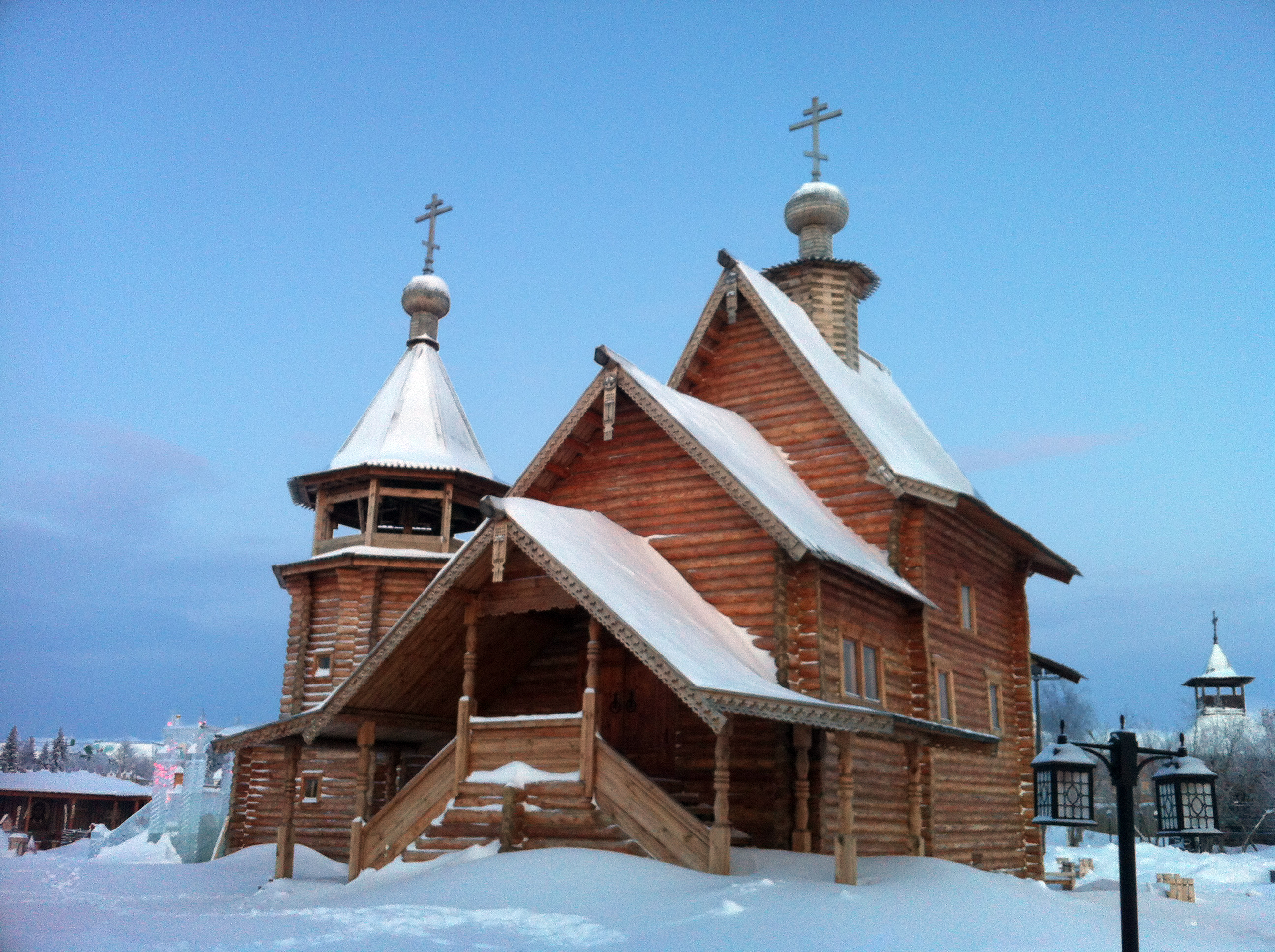
Обдорский острог
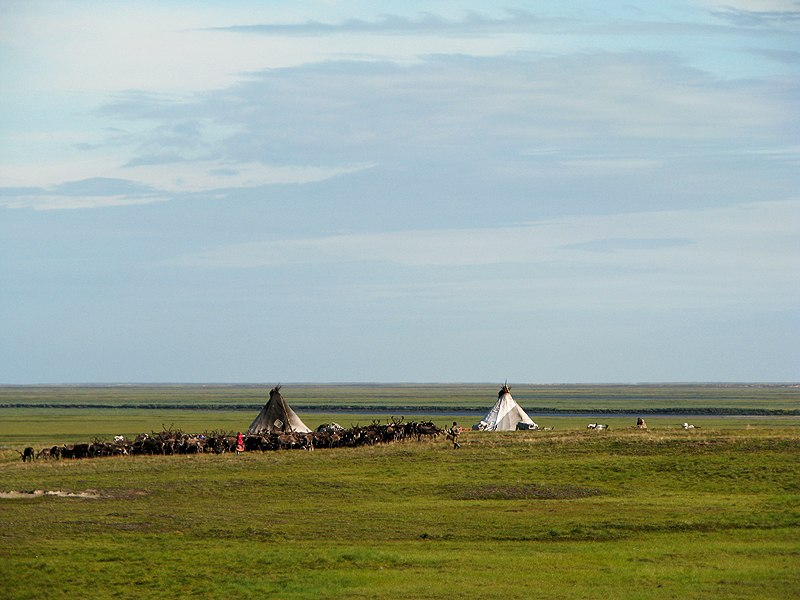
Стойбище ненцев в тундре юго-западного Ямала
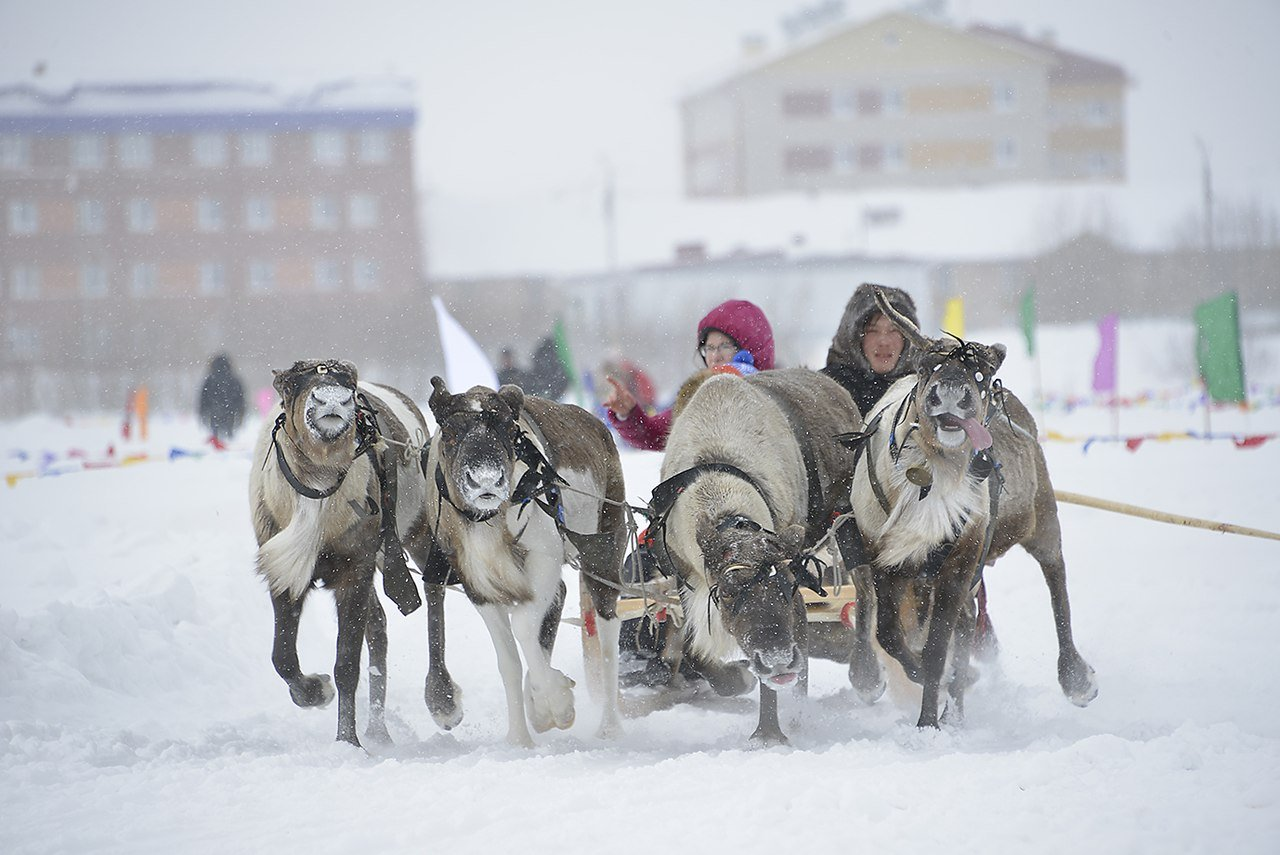
Оленья упряжка во время Праздника народов Севера в Новом Уренгое
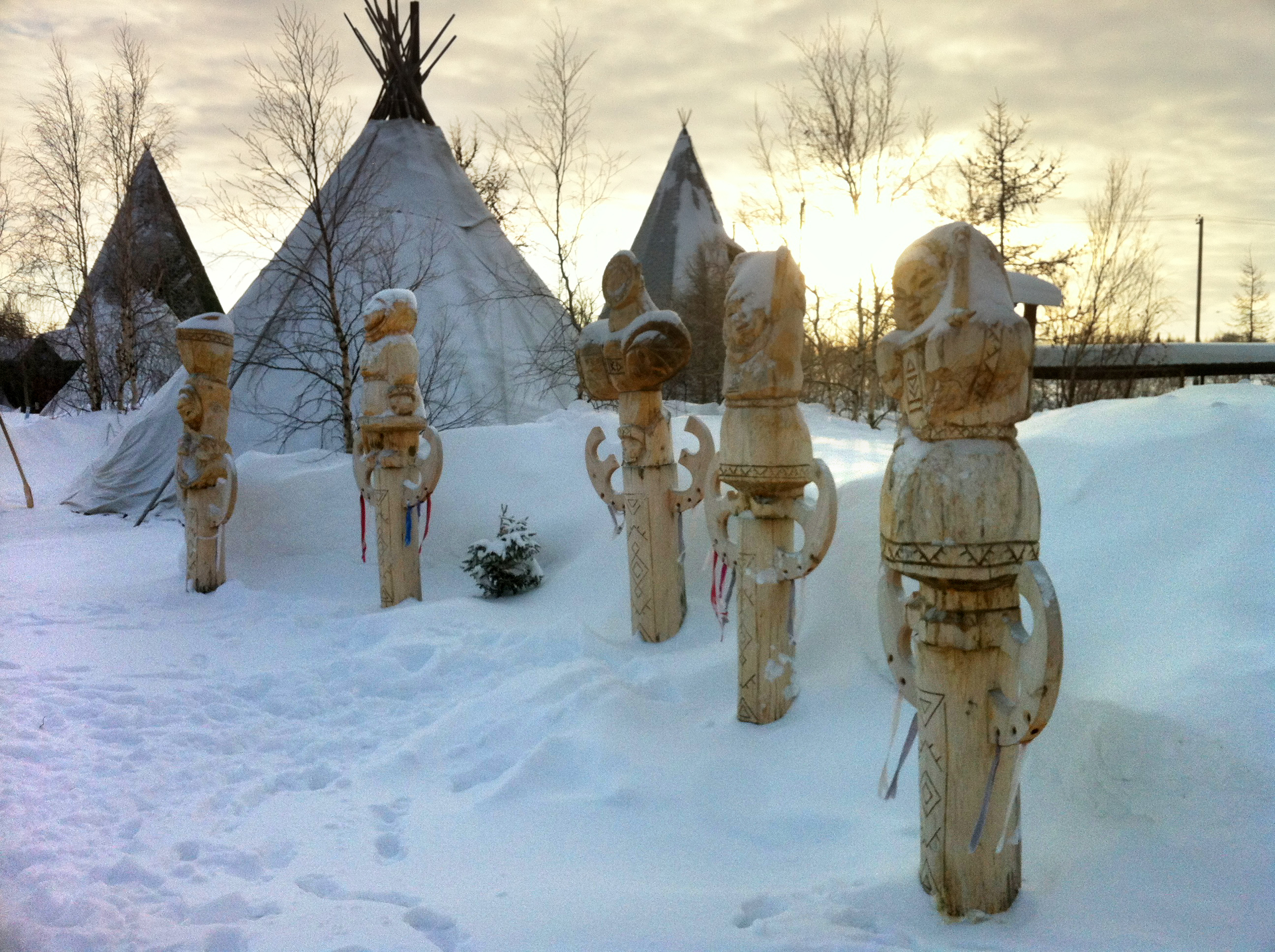
Природно-этнографический комплекс в селе Горнокнязевск

## Виды туризма в Ямало-Ненецком автономном округе

### Горнолыжный туризм
С 2004 года в городе Лабытнанги работает горнолыжный комплекс «Октябрьский». Для туристов работает трасса протяженностью 630 метров, перепадом высот 110 метров и уклоном 16 градусов, а также бугельный подъемник, бэби-лифт, тюбинги, пункт проката снаряжения и гостиничный комплекс. Сезон продолжается 5-6 месяцев, начиная с ноября. Также имеется горнолыжный комплекс в поселке Полярный. Строится трасса на Ангальском мысу в городе Салехарде. Основной сезон для этого вида спорта — со второй половины марта по апрель.

### Этнокультурный туризм
В Ямало-Ненецком автономном округе часть коренного населения — кочевники. В рамках этнографического туризма туристам предлагается проживание в чуме, туры на оленьих и собачьих упряжках, знакомство с национальной кухней (включая традиционные блюда из оленины, рыбы и северных ягод), участие в национальных праздниках «День оленевода», «Медвежий праздник», «День рыбака». Туристам предлагаются такие туры как «Салехард-Лаборовая», «Зимнее кочевье», «Летнее кочевье», где можно полностью проживать быт оленевода, познакомиться с особенностями питания, содержания оленей, традициями и прочим. На фактории Лаборовой находится этнопедагогическое стойбище, где дети изучают программы: «Выживание в тундре в экстремальных условиях», «Женщина — хранительница очага», «Будущие оленеводы или жизнь в дороге предков».
В 2001 году в селе Горнокнязевск был открыт музей под открытым небом — природно-этнографический комплекс «Горнокнязевск», являющийся филиалом ГАУК ЯНАО «Окружной Дом ремёсел». В Горнокнязевске сохранился памятник истории и культуры — комплекс деревянных построек XIX века «Княжьи юрты». В 2005 году была закончена реконструкция избы Ивана Тайшина, внутренняя обстановка которой воссозданна по письменным источникам и воспоминаниям очевидцев того времени. На территории комплекса проводятся различные обрядовые и массовые мероприятия.
В деревне Ханты-Мужи находится природно-этнографический парк-музей под открытым небом «Живун» в котором можно познакомиться с жилыми и хозяйственными постройками, промысловыми системами, а также традиционной культурой северных хантов. На территории музея проходят обрядовые национальные праздники «Ворна-хатл» (Вороний день) и «Лун-кутоп-хатл» (День середины лета).
По состоянию на 2014 год на Ямале было зарегистрировано 29 предприятий коренных малочисленных народов, которые действовали в сфере туризма: занимались организацией национальных праздников Ямало-Ненецкого автономного округа, в частности традиционный весенний праздник прилета вороны на Ямал «Ворнга хатл».

### Фотографический туризм
Развитию фототуризма в Ямало-Ненецком автономном округе способствуют природные, культурные, этнографические ресурсы. С августа по апрель в округе наблюдается северное сияние.

### Водный туризм
Среди любителей экстремального и спортивного туризма популярностью пользуются сплавы по горной реке Собь и горной части Оби, а также сплавы на байдарках и парусных катамаранах по водоемам бассейна реки Большая Обь, сплавы по рекам Сыня, Танью, Войкар, Щучья, Кара, по которым можно проложить маршруты 1-4 категорий сложности. На реке Собь имеется возможность организовать комбинированный маршрут на котором участки сплава чередуются с пешими переходами. Река Собь имет хорошую транспортную доступность. По долине реки проходит основная часть железнодорожной ветки, которая представляет собой действующий участок Трансполярной магистрали (в настоящее время — Северной железной дороги). Действующий участок Трансполярной магистрали целиком — это железнодорожная ветка «Чум — Лабытнанги» (иначе обозначаемая «Сейда — Лабытнанги», поскольку на станции Чум товарные операции не производятся). Та часть действующего участка, при строительстве которой были использованы преимущества рельефа реки Собь, — это перегон «Елецкая — Харп». Также на ряде рек организована доставка туристов к месту сплава, места стоянок и отдыха.

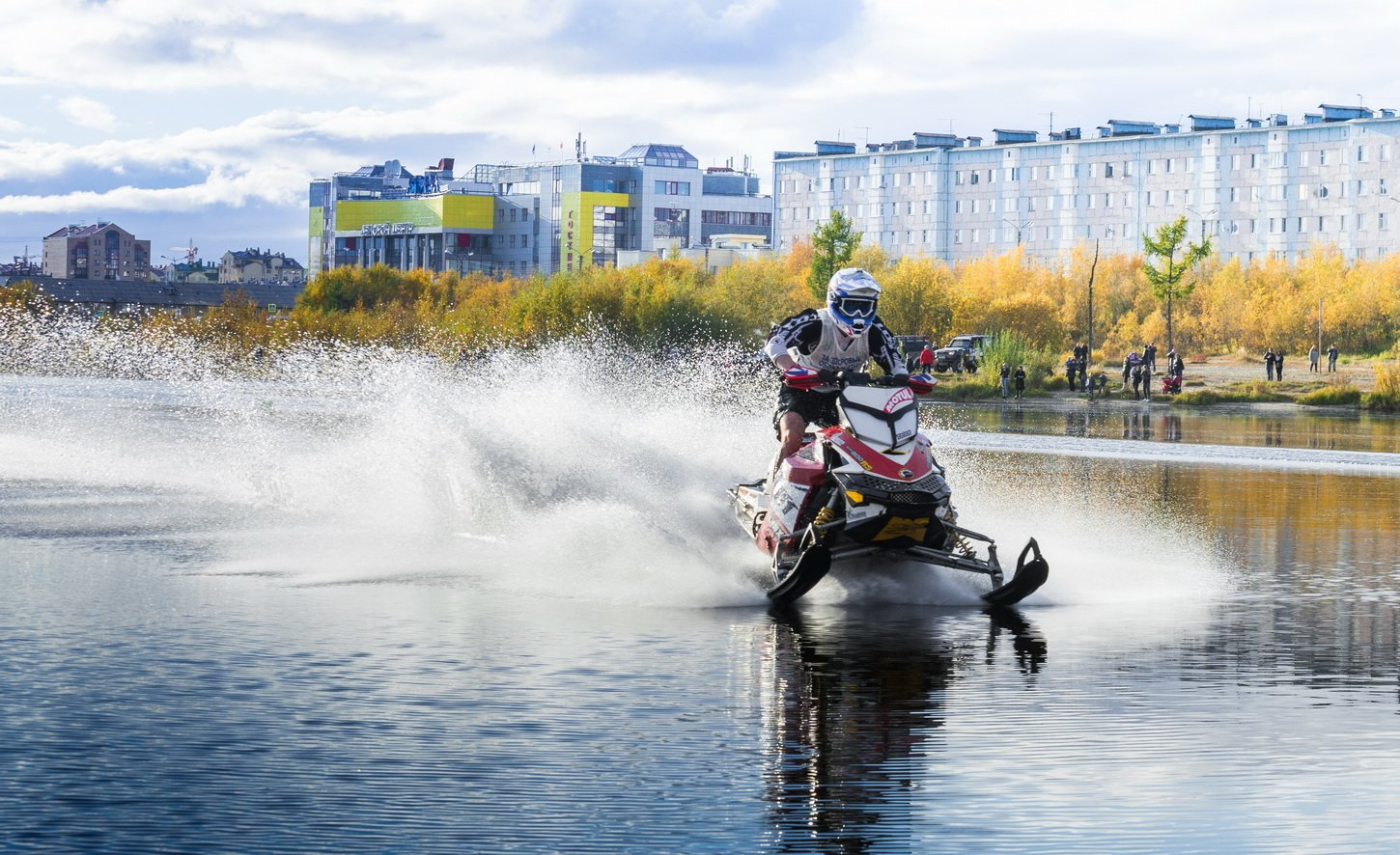
Гонки на снегоходах по воде в Новом Уренгое
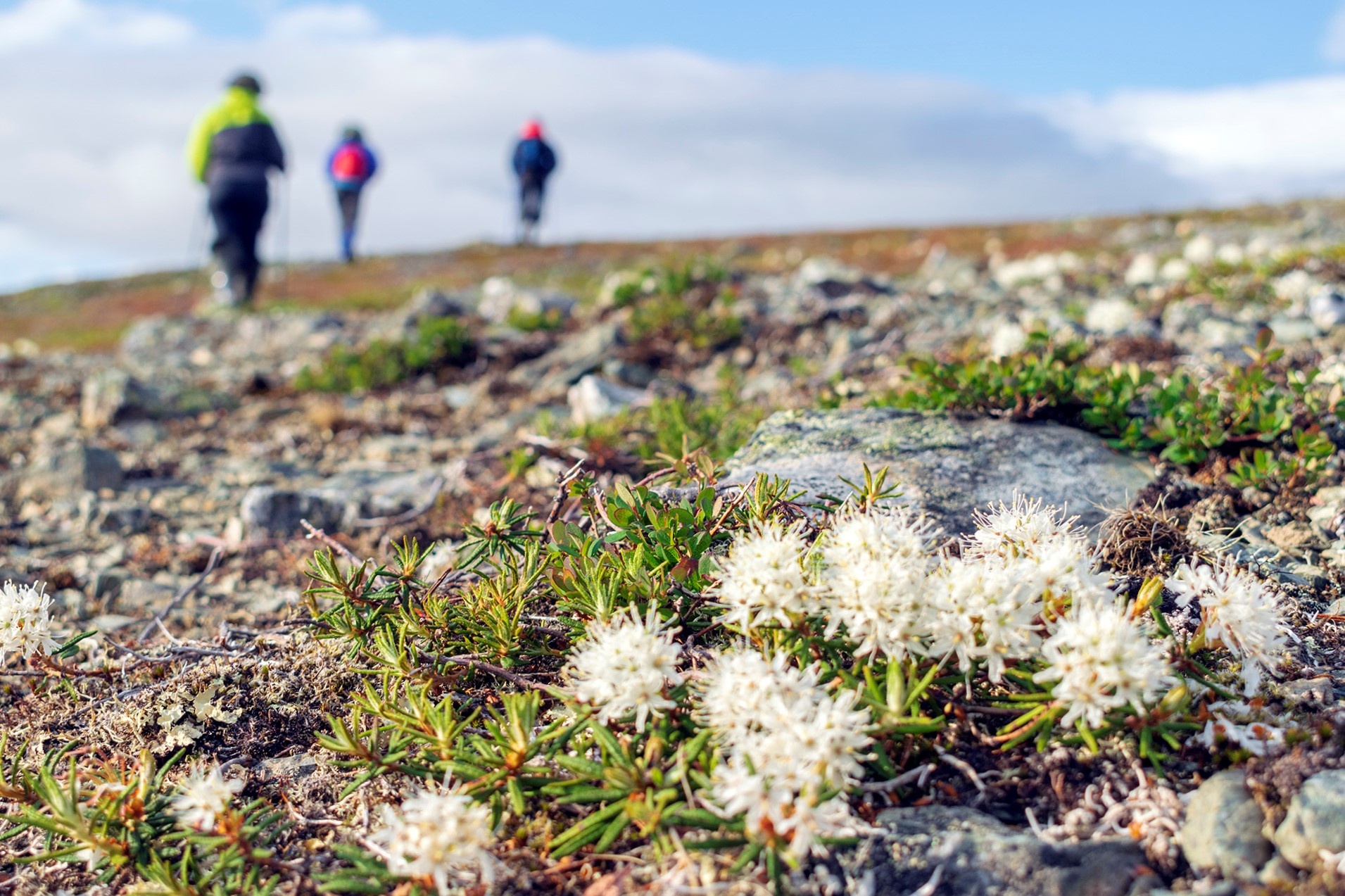
Природный парк «Полярно-Уральский»
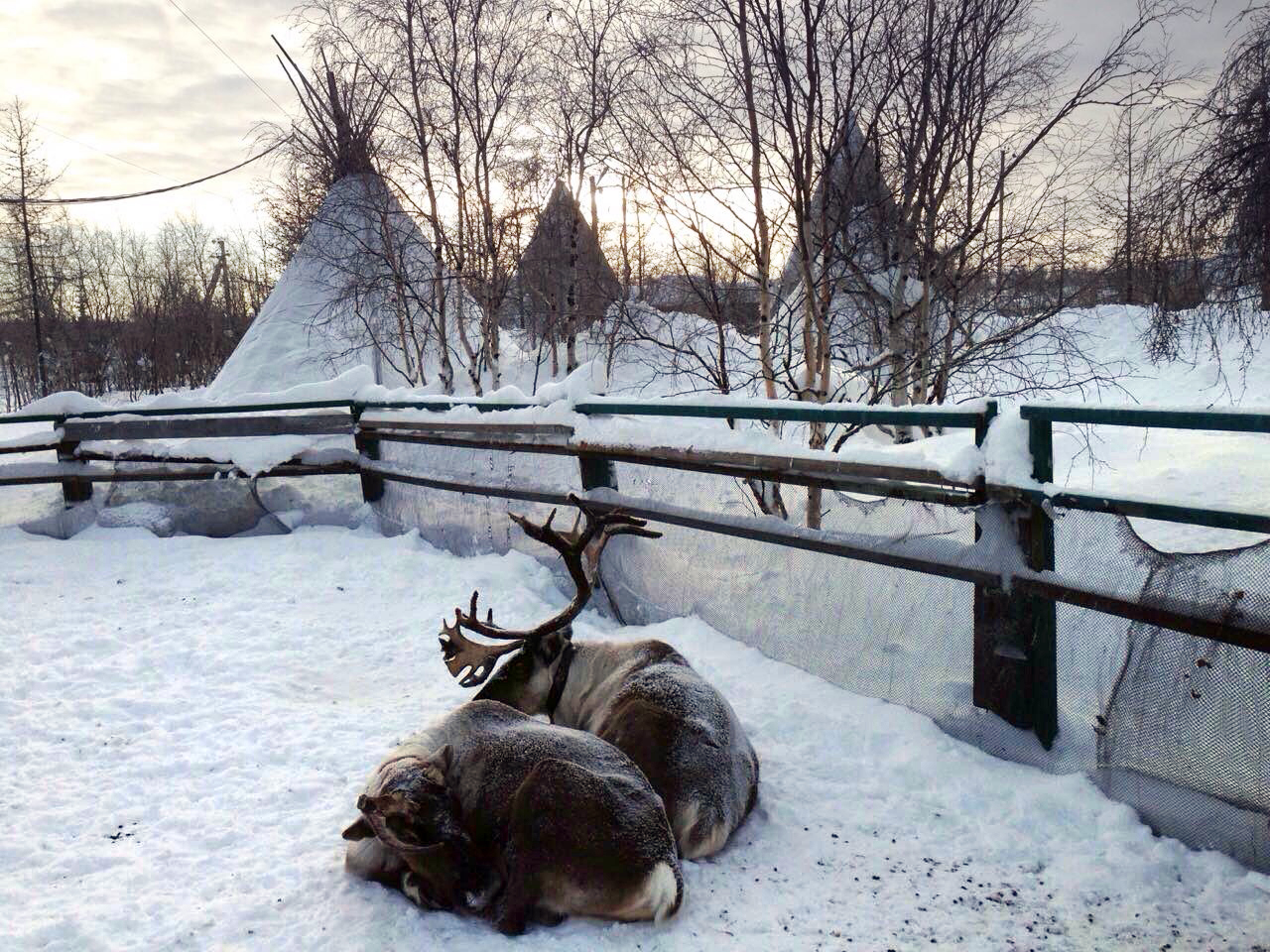
Природно-этнографический комплекс в селе Горнокнязевск
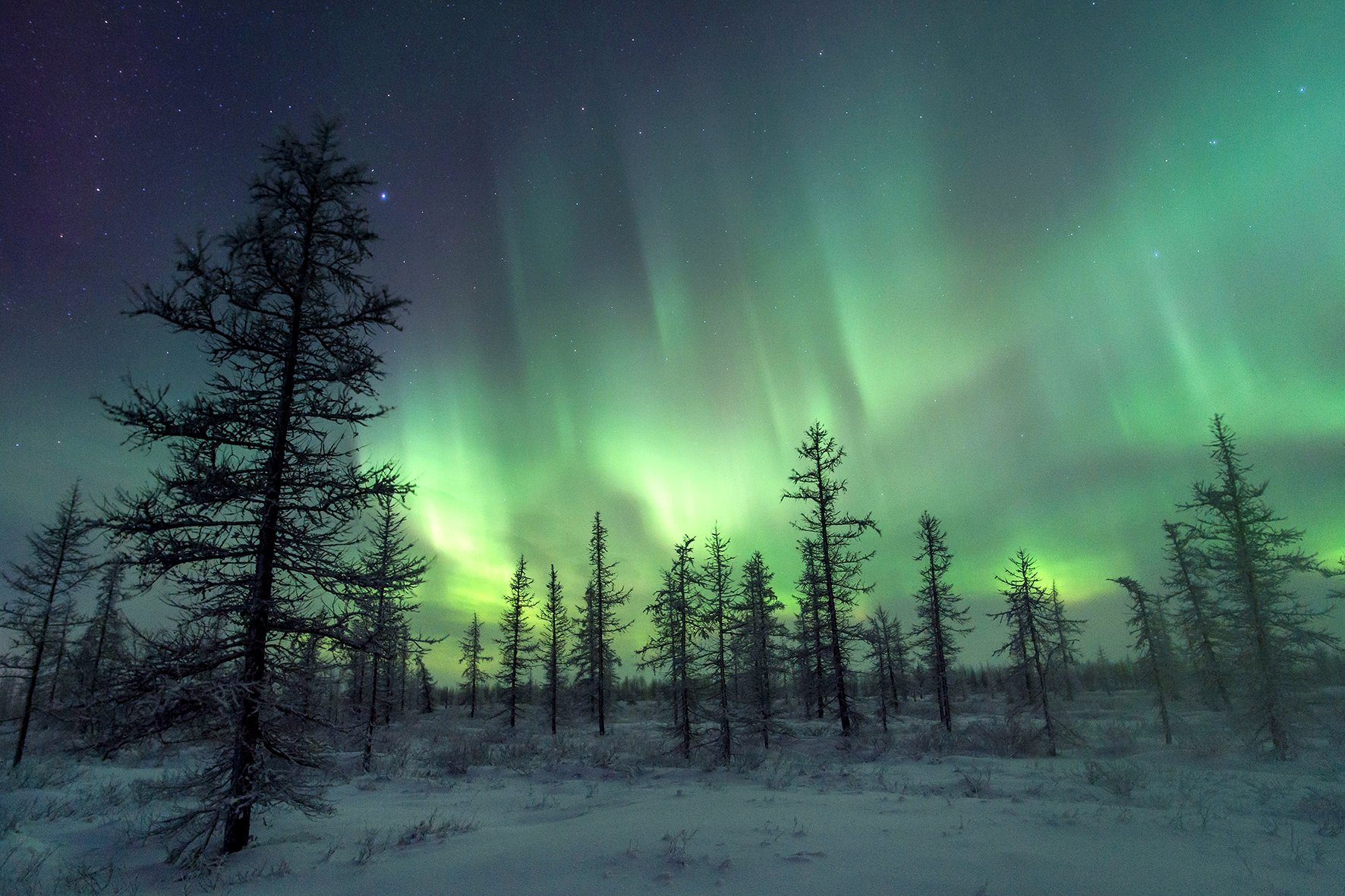
Полярное сияние около Нового Уренгоя

### Событийный туризм
Значимым традиционным праздником коренных жителей Ямала является ежегодный праздник День оленевода. Он проводится весной перемещаясь по различным населённым пунктам Ямала и задерживаясь в каждом на 1-2 дня. В города и посёлки на оленьих упряжках съезжаются семьи оленеводов. Ханты, коми и ненцы одеты в самые красивые малицы. В программе праздника: соревнования по национальным видам спорта, дегустация традиционных блюд, конкурс национальной одежды, катания на оленьих упряжках и снегоходах.
По легенде, ямальский Дед Мороз Ямал Ири появился на свет вместе с рождением ямальской тундры и Полярного Урала. Наделён он волшебной силою, переданной ему духами Севера. Добрый старик с радостью встречает гостей в своей резиденции, дарит подарки, потчует сладкими угощениями. У Ямал Ири всегда с собой волшебный посох.

### Экологический туризм
Одно из новых и перспективных направлений в развитии туризма в регионе. Десятая часть всей площади округа — около 8 миллионов гектаров — является особо охраняемой природной территорией. В округе действует 11 особо охраняемых природных территорий регионального значения. На территории региона обитают 60 видов млекопитающих, 224 вида птиц, 2 вида рептилий и 5 видов амфибий — всего 310 видов. Одним из уникальных представителей млекопитающих является овцебык — последний представитель так называемой мамонтовой фауны. На данный момент на территории природного парка «Полярно-Уральский» обитает около 140 особей овцебыка. На сегодняшний день созданный питомник овцебыков является уникальнейшим не только на территории Российской Федерации, но и во всем мире.
На территории округа расположен самый северный в России Гыданский заповедник, работающий с 2001 года. Его площадь 878 тыс. га, он включает полуостров Явай, острова Олений, Шокальского, Песцовые и другие. Заповедник сохраняет нетронутым маршрут перелетного пути водных и околоводных птиц, также на территории сохраняется традиционная культура ненцев и энцев. Для посещения заповедника нужно специальное разрешение, неорганизованные лагеря запрещены. Разрешен научный туризм с целью сбора коллекционного материала.

### Горный (пеший) туризм
На Полярном Урале, в окрестностях реки Собь, туристы могут посетить такие уникальные природные объекты, как Нефритовая долина, плато Рай-из с горными озёрами и водопадами, ледники, которые не тают даже в летний период. Летом 2015 года крайняя восточная точка Европы была подтверждена Институтом географии Российской Академии наук, её местоположение — на Ямале. До этого в мире были известны лишь три крайние точки Европы: южная — в Испании, западная — в Португалии, северная — в Норвегии. Особый интерес представляет то, что точка находится вдали от цивилизации, в экологически первозданном районе с уникальными природными памятниками. В этом удивительном уголке Российской Арктики установлен памятный знак, который смогут увидеть все, кто решит пройти непростой маршрут.

### Культурно-познавательный туризм
Сохранившийся 52-метровый отрезок полотна железной дороги в черте города Салехарда — свидетельство строительства Трансарктической железнодорожной магистрали от Полярного Урала до Енисея. Всем известная «мёртвая железная дорога» прокладывалась силами заключённых в условиях вечной мерзлоты и при отсутствии каких-либо дорог и крупных населённых пунктов. Участок дороги от Салехарда до Надыма (а это больше 300 километров) был сделан, но не введён в эксплуатацию. С тех пор прошло уже больше 65 лет. Лагеря для заключённых, которые строили эту дорогу, разрушаются, а насыпь железнодорожного полотна деформируется под давлением природы. Пока ещё целы свидетельства той эпохи и их можно увидеть своими глазами, посетив памятник истории под открытым небом.
Археологические артефакты, найденные в слоях вечной мерзлоты и хранящиеся в музеях региона, отражают древнюю историю региона. Музейно-выставочный комплекс им. И. С. Шемановского на сегодняшний день — главный хранитель историко-культурного наследия Ямало-Ненецкого автономного округа. Коллекция фондов музея насчитывает более 80 тысяч палеонтологических, археологических, исторических и этнографических экспонатов, здесь хранятся коллекции из базовых археологических памятников западносибирского Севера: городища Мангазеи, Войкарского и Надымского городков, древнего святилища Усть-Полуй. Библиотечное собрание включает в себя более 15 тысяч книг и редких рукописных изданий. Уникальные экспонаты музея — мумия воина, захороненного в 1282 году, мамонтёнок Люба — самый сохранившийся мамонтёнок известный науке, скелет Монгоченского мамонта (17 000 лет), бронзовая фигурка медведя — ручка сосуда (VIII—IX вв.), грамоты Обдорской управы 1653 и 1762 гг. и начала XIX в. В музее хранится более тысячи предметов и документов по истории 501-й стройки — строительства железной дороги «Чум-Салехард-Игарка».
В Салехарде расположен археологический памятник «Усть-Полуйский», это городище, раскопки которого помогли ученым прояснить некоторые вопросы формирования северных народов, истории транспортного оленеводства. Собрана богатейшая коллекция древних предметов бытового и религиозного назначения. Основной комплекс памятника датируется II—I вв. до н. э. — III в. н. э.

### Охота/рыбалка
Для любителей охоты и рыбалки Ямал — уникальная возможность получить массу впечатлений и трофеи: дикого оленя, лося, полярного волка, зайца, бурого медведя, ряд водоплавающей (гуси, утки) и боровой дичи (глухарь, тетерев, рябчик), щуку, окуня, плотву, хариуса, налима и др. Ямал испокон веков считался и считается рыбацким краем. Его по праву называют «деликатесным цехом России». Ямало-Ненецкий автономный округ обладает уникальными рыбными ресурсами. Общая площадь водоёмов Ямала составляет 727,0 тысяч кв. км. Около 70 % всего поголовья сиговых рыб России обитает в реках и озёрах Ямало-Ненецкого автономного округа.